# Joseph Pholien
Joseph Clovis Louis Marie Emmanuel Pholien (Luik, 28 december 1884 – Brussel, 4 januari 1968) was een Belgisch politicus van de PSC.

## Biografie

### Familie, advocatuur en begin politieke carrière
Joseph Pholien was een zoon van François Pholien, advocaat-generaal bij het Hof van Cassatie, en een broer van Camille Pholien, procureur-generaal bij het hof van beroep in Brussel. Hij trouwde in 1914 met Isabelle Dor (1890-1972), dochter van een industrieel. Ze kregen een dochter, Béatrice Pholien (1915-2002).
Hij promoveerde in 1906 tot doctor in de rechten aan de Université libre de Bruxelles. Hij werd datzelfde jaar advocaat aan de balie van Brussel. Na de Duitse inval in augustus 1914 meldde hij zich bij de Burgerwacht in Brussel, maar hij werd gedemobiliseerd en vervoegde zijn schoonfamilie in Nederland en vertrok daarna met zijn echtgenote naar Londen, waar hij begin 1915 adjunct van de militair attaché aan de Belgische ambassade werd. In oktober 1916 meldde hij zich als vrijwilliger voor het front. Hij werd benoemd tot adjunct bij het militair auditoraat en in 1918 tot substituut-auditeur-militair in Veurne. Eind september 1918 werd hij gevangengenomen en overgebracht naar Torgau. Op de dag van de wapenstilstand kon hij ontsnappen.
Hij was gemeenteraadslid van Elsene (1926-1929) en gecoöpteerd senator voor de PSC van 1936 tot 1961. 
Hij was minister van Justitie van mei 1938 tot februari 1939 in de regering-Spaak I.

### Tweede Wereldoorlog
Toen Duitsland op 10 mei 1940 België binnenviel, meldde Pholien, die reserveofficier was, zich bij het leger. Hij werd ingelijfd bij de generale staf van de 18de Infanteriedivisie en bevond zich in Brugge op het moment van de capitulatie. Op 28-29 mei 1940 werkte hij in Brugge, samen met Raoul Hayoit de Termicourt en Albert Devèze, aan een grondwettelijk advies voor de koning. Het werd een nota die een aanzienlijke invloed zou hebben op het verder verloop van de gebeurtenissen. Enerzijds gaven ze aan de koning gelijk dat hij als bevelhebber van het leger tot capitulatie had beslist, ook zonder handtekening van een regeringslid, maar anderzijds stelden ze vast dat hij zich, als gevangene, in de onmogelijkheid had gesteld om nog te regeren. Hoofdzakelijk was het deze nota die er koning Leopold III van weerhield een nieuwe regering aan te stellen.
Als senator stond hij op de lijst van gijzelaars die door de Duitse bezetter opgepakt moesten worden. Hij werd dan ook drie keer gearresteerd: van juli tot december 1941, in december 1942 en in januari-februari 1943. Telkens werd hij opgesloten in de gevangenis van Sint-Gillis en overgebracht naar de citadel van Hoei. Tijdens de bezetting was Pholien bekommerd om de vraag hoe het politieke leven na de oorlog hervat moest worden. Hij hield zich ook bezig met het probleem van de repressie van collaborateurs; hij was geen voorstander dat alleen militaire rechtbanken bevoegd waren voor de bestraffing van collaborateurs en was bekommerd om het buitengewoon grote aantal personen dat zijn burgerrechten zou verliezen, vooral in Vlaanderen.
Tijdens de Tweede Wereldoorlog stond Pholien in contact met Robert Capelle, secretaris van koning Leopold III. Hij informeerde Capelle over de kritieken op de koning en zijn huwelijksplannen (met Lilian Baels) en schetste een mogelijk scenario voor het optreden van de koning na de oorlog. Hij drong er ook op aan dat de koning krachtig protesteerde tegen de deportaties naar Duitsland om aan te tonen dat hij nog steeds met het lot van de bevolking was begaan. De deportatie van de vorst in juni 1944 zetten een kruis door Pholiens plannen om hem na de Bevrijding een actieve rol te laten spelen. Hij had nog een onderhoud met de koning in het Oostenrijkse Sankt Wolfgang. Net zoals de PSC pleitte hij voor de terugkeer van de koning.
Hij werd begin augustus naar het kasteel van Laken geroepen door Leopold III en kreeg de vraag om een regering te vormen, wat Pholien weigerde. Uiteindelijk deed de vorst troonsafstand ten voordele van zijn zoon Boudewijn. Als gevolg van de gebeurtenissen rond de terugkeer van de koning diende de regering-Duvieusart op 16 augustus 1950 haar ontslag in, wat de christendemocraten verplichtte een nieuwe regering te vormen. Paul van Zeeland aanvaardde in eerste instantie de opdracht, maar stelde uiteindelijk Pholien als premier voor.

### Eerste minister
Hij was premier van 16 augustus 1950 tot 15 januari 1952.
Zijn regering werd gekenmerkt door problemen rond de wereldeconomie, een mogelijke verlenging van de militaire dienstplicht, de Repressie en door de onderwijsproblemen tussen het katholiek onderwijs en het rijksonderwijs. Wegens interne onvrede in zijn partij, diende hij in 1952 af te treden als eerste minister.
Als eerste minister probeerde Pholien de bevolking te verenigen rond prins Boudewijn. Tegelijkertijd poogde hij de spanningen tussen prins-regent Karel en zijn broer - de afgetreden koning Leopold III - te verzachten, en het wantrouwen van koning Boudewijn tegenover de politieke klasse weg te nemen.

### Latere carrière
In de regering-Van Houtte van zijn opvolger Jean Van Houtte was hij in 1952 nog enkele maanden minister van Justitie, tot hij onder druk van de publieke opinie moest aftreden naar aanleiding van de zaak rond de oorlogsmisdadiger Richard De Bodt.
Terug in de Senaat focuste Pholien zich op Belgisch-Congo, waarnaar hij tussen 1946 en 1959 zes bezoeken ondernam. Begin jaren 1960 was hij lid van de pro-Katangese lobbygroep Amitiés katangaises, die de Katangese onafhankelijkheidsstrijd van Moïse Tshombe steunde.
In 1966 werd Joseph Pholien benoemd tot minister van Staat.

## Publicaties (selectie)
- Considérations sur le testament politique du Roi du 25 janvier 1944, Elsene, z.d.
- 'En URSS avec les parlementaires belges', in Revue générale de Belgique, 1955.
- 'Souvenirs des derniers jours de mai 1940', in Revue générale de Belgique, 1961.

## Trivia
- In de stripreeks Nero door Marc Sleen had Pholien in het album De Bende van de Zwarte Kous (1952) een klein cameo. Madam Pheip lift in strook 92 mee met een stomdronken man wiens auto vol champagneflessen ligt en zich al lallend voorstelt als "Foljijn".